# Грецький Андрій Михайлович
Андрій Михайлович Грецький (29 вересня 1945, Москва, Російська РФСР, СРСР — 9 жовтня 2012) — український науковець, астроном, який спеціалізується на фотометрії тіл Сонячної системи, Сатурна та супутників.

## Життєпис
Народився 29 вересня 1945 року в місті Москва Російської РСР в родині військовослужбовця, офіцера військово-повітряних сил.
У 1962—1967 роках навчався у Харківському державному університеті імені О. М. Горького. Після чого залишився в ньому викладати. У березні 1968 року був зарахований до аспірантури (науковий керівник академік Микола Барабашов).
У 1969—1970 роках мав перерву у навчанні, через військову службу у лавах збройних сил СРСР.
Аспірантуру закінчив у 1972 року і з цього ж року почав працювати молодшим науковим співробітником Астрономічної обсерваторії Харківського державного університету, з 1978 року — старшим науковим співробітником.
У 1977 році в Одеському державному університеті захистив кандидатську дисертацію «Спектрофотометрія кілець Сатурна».
У 1980 році перейшов на роботу на кафедру астрономії на посаду доцента.
Проводив фотографічні та фотоелектричні спостереження ключ Сатурна їх теоретичну інтерплетацію. Спеціаліст в області фотометрії тіл Сонячної системи.
З 2004 року був завідувачем кафедри астрономії ХДУ.
Помер 9 жовтня 2012 року.

## Нагороди та відзнаки
- Нагрудний знак «Василь Сухомлинський»;
- Нагрудний знак МОН України «Відмінник освіти»;
- Грамоти Міністерства освіти і науки України.

## Пам'ять
Міжнародний астрономічний союз присвоїв астероїду за номером 92389 ім'я Gretskij.

## Основні публікації
- Александров Ю. В., Грецький А. М., Пришляк М. П. Астрономія: книга для вчителя. — К.: Ранок, 2005. — 254 с.
- Александров Ю. В., Грецький А. М., Захожай В. А. Про розвиток навчального астрономічного приладобудування // Мат. конф. «Астрономічна освіта учнівської молоді». — К., 2003. — С. 124—129.
- Александров Ю. В., Грецький А. М., Євсюков М. М., Захожай В. А., Псарьов В. О., Пришляк М. П. Про проект Концепції астрономічної освіти в середній школі. Вісник Астронічної школи. — 2002. — № 2. — С. 16—32.
- Белкина И. Л., Белецкий С. А., Грецкий А. М., Марченко Г. П. ПЗС-наблюдения Солнца в линиях Не I 1083 нм, Н альфа, К Са II. Кинемат. и физ. небес. тел. — 1996. — 12, № 2. — С. 65—74.
- Грецкий А. М., Дудинов В. Н. Авторское свидетельство № 222 (339). — 1985.
- Грецкий А. М. Когерентность в астрофизических задачах // Вестник Харьковского государственного университета. Методы астрономических наблюдений. Солнечная система. — 1985. — № 278. — С. 16—18.
- Грецкий А. М. Некоторые результаты спектрофотометрии колец Сатурна (1970—1972) // Вестник Харьковского государственного университета. — 1976. — № 137. Физика Луны и планет. Вопросы астрометрии. — С. 21—З1.
- Грецкий А. М. Некоторые результаты спектрофотометрии колец Сатурна (1970—1972 гг.) Ч. 2. // Вестник Харьковского государственного университета. — 1977. — № 160. Физика Луны и планет. Фундамент. астрометрия. — С. 23—32.